# Ajahn Viradhammo
Ajahn Viradhammo – buddyjski mnich w tradycji therawady, syn łotewskich uchodźców, urodził się w 1947 roku w Esslingen am Neckar w Niemczech. Kiedy miał pięć lat jego rodzina przeprowadziła się do Toronto w Kanadzie. Studiował inżynierię na Uniwersytecie Toronto jednak życie akademickie go rozczarowało więc w 1969 roku przerwał studia i wyjechał do pracy w Niemczech. W późniejszym czasie, kiedy mieszkał w Indiach, zetknął się z buddyzmem, spotykając czcigodnego Samanera Bodhesako, który zapoznał go z pismami czcigodnego Nanavira Thera. Ostatecznie wyjechał do Tajlandii by zostać nowicjuszem (samanera) w Wat Mahathat. Na mnicha (bhikkhu) został wyświęcony w 1974 roku, w Wat Pah Pong. Był jednym z pierwszych mieszkańców Wat Pah Nanachat.
W 1977 roku, po czterech latach pobytu w Tajlandii, powrócił do Kanady a później do Niemiec by spotkać się z rodziną. Nie wrócił już do Tajlandii, gdyż został poproszony przez Ajahn Chaha o przyłączenie się do Ajahna Sumedo w Hampstead Vihara w Londynie. Przez kolejne lata brał udział w tworzeniu klasztorów w Chithurst i Harnham.
W 1985 roku, na zaproszenie Wellington Theravada Buddhist Association, wyjechał w towarzystwie czcigodnego Thanavarodo do Nowej Zelandii, gdzie mieszkał przez 10 lat i założył klasztor Bodhinyanarama.
W 1995 roku przyjechał do Wielkiej Brytanii by wspomóc Ajahna Sumedho w prowadzeniu klasztoru Amaravati. Pozostawał tam przez 4 lata, nim powrócił do Nowej Zelandii, gdzie mieszka na stałe. Obecnie jest zaangażowany w tworzenie klasztoru Tisarana (Tisarana Buddhist Forest Monastery) we wschodniej Kanadzie.